# Cosmosoma ochreipennis
Cosmosoma ochreipennis är en fjärilsart som beskrevs av William James Kaye 1918. Cosmosoma ochreipennis ingår i släktet Cosmosoma och familjen björnspinnare. Inga underarter finns listade i Catalogue of Life.